# Ubezpieczenie na dożycie
Ubezpieczenie na dożycie – rodzaj ubezpieczenia na życie, gwarantujące wypłatę świadczenia przez ubezpieczyciela, pod warunkiem dożycia okresu zakończenia ubezpieczenia. Inaczej mówiąc dożycie ubezpieczonego do końca okresu wskazanego w umowie ubezpieczenia, zobowiązuje zakład ubezpieczeń do wypłaty świadczenia na rzecz ubezpieczonego.
Są to ubezpieczenia długoterminowe, gdzie umowy zawierane są na okresy 10, 20, 25 lat lub do określonego wieku ubezpieczonego, np. wieku emerytalnego. Jeśli ubezpieczony umrze w trakcie trwania okresu ubezpieczenia, wszystkie wpłacone składki przechodzą na własność zakładu ubezpieczeń, bez możliwości ich odzyskania. Z tego też powodu w Polsce polisa ta nie jest zbyt popularna. Typowe ubezpieczenie na dożycie jest coraz rzadziej oferowane przez krajowych ubezpieczycieli, a częściej jest spotykane w odmianie łączącej się z cechami zwykłego ubezpieczenia na życie, nazywanym ubezpieczeniem na życie i dożycie, bądź mieszanym.